# Znamienka (Kraj Krasnojarski)
Znamienka (ros. Знаменка) – wieś (sieło) w Rosji, w Kraju Krasnojarskim, w rejonie minusińskim. W 2010 liczyła 2262 mieszkańców.